# Ларрива де Льона, Ластения
Ластения Ларрива де Льона (исп. Lastenia Larriva de Llona; 6 мая 1848, Лима — 24 сентября 1924, там же) — перуанская поэтесса, писательница, журналистка, издатель, феминистка.

## Биография
Родилась в зажиточной семье поэта и писателя Хосе де Ларрива. Окончила церковную школу.
В 1872 году первый раз вышла замуж, в браке родила трёх дочерей и сына. В 1881 года, во время Тихоокеанской войны, её муж погиб, защищая Лиму от вторгшихся чилийских войск. Ластения занялась преподаванием музыки в богатых семьях Лимы. Тогда же встретила эквадорского поэта Нуму Помпилио Льона, за которого вышла замуж в 1882 году. Из-за профессиональных обязанностей мужа, Ластения и её дети много путешествовали вместе с ним, жили в г. Гуаякиле, на побережье Эквадора, затем в Боготе (Колумбия), где Н. Льона был послом Эквадора. В 1887 году семья вернулась в Лиму. В том же году она стала членом престижного литературного клуба.
Активно участвовала в создании газеты «La Nación», основала литературную газету «El Tesoro del Hogar». В 1910—1911 годах издавала литературную двухнедельную газету «Arequipa Ilustrada».
В последние годы своей жизни потеряла зрение, страдала от многих болезней.

## Творчество
Автор ряда романов, рассказов, эссе, сборников поэзии, некоторые из них переведены на другие языки. Ряд её биографических и критических статей о её современниках-писателях был опубликован под названием «Excelent Figures».
В 1889 году Ластения опубликовала книгу стихов «La Ciencia y la Fe».
1888 и 1890 годы были особенно плодотворными в её литературном творчестве. В этот период она издала в Гуаякиле романы «Un drama singular o historia de una familia» и «Pro Patria». Её произведения были напечатаны в различных газетах и журналах Испании, Аргентине, Венесуэле, Перу, Эквадоре и Колумбии.

## Избранные произведения
- Un drama singular o historia de una familia (роман, 1888 и 1920),
- La Ciencia y la Fe (стихи, 1889),
- Pro Patria. Respuesta al romance «sucre» de José Antonio Calcaño (короткий роман, 1890),
- Fe, patria y hogar (поэма, 1902),
- Cartas a mi hijo. Psicología de la mujer (1919).
- Cuentos (1919).